# Kānī Sabzeh
Kānī Sabzeh (persiska: کانی سبزه) är en ort i Iran.   Den ligger i provinsen Västazarbaijan, i den nordvästra delen av landet, 500 km väster om huvudstaden Teheran. Kānī Sabzeh ligger 1 534 meter över havet och antalet invånare är 108.
Terrängen runt Kānī Sabzeh är kuperad åt sydost, men åt nordväst är den platt. Runt Kānī Sabzeh är det ganska glesbefolkat, med 47 invånare per kvadratkilometer. Närmaste större samhälle är Shāhīn Dezh, 14,4 km öster om Kānī Sabzeh. Trakten runt Kānī Sabzeh består i huvudsak av gräsmarker.